# Cis distanticornis
Cis distanticornis es una especie de coleóptero de la familia Ciidae.

## Distribución geográfica
Habita en Madagascar.